# Diócesis de Maldonado-Punta del Este-Minas
La diócesis de Maldonado-Punta del Este-Minas (en latín: Dioecesis Maldonadensis-Orientalis Orae-Fodinensis) es una circunscripción eclesiástica de la Iglesia católica en Uruguay. Se trata de una diócesis latina, sufragánea de la arquidiócesis de Montevideo. Desde el 2 de marzo de 2020 su obispo es Milton Luis Tróccoli Cebedio.

## Territorio y organización

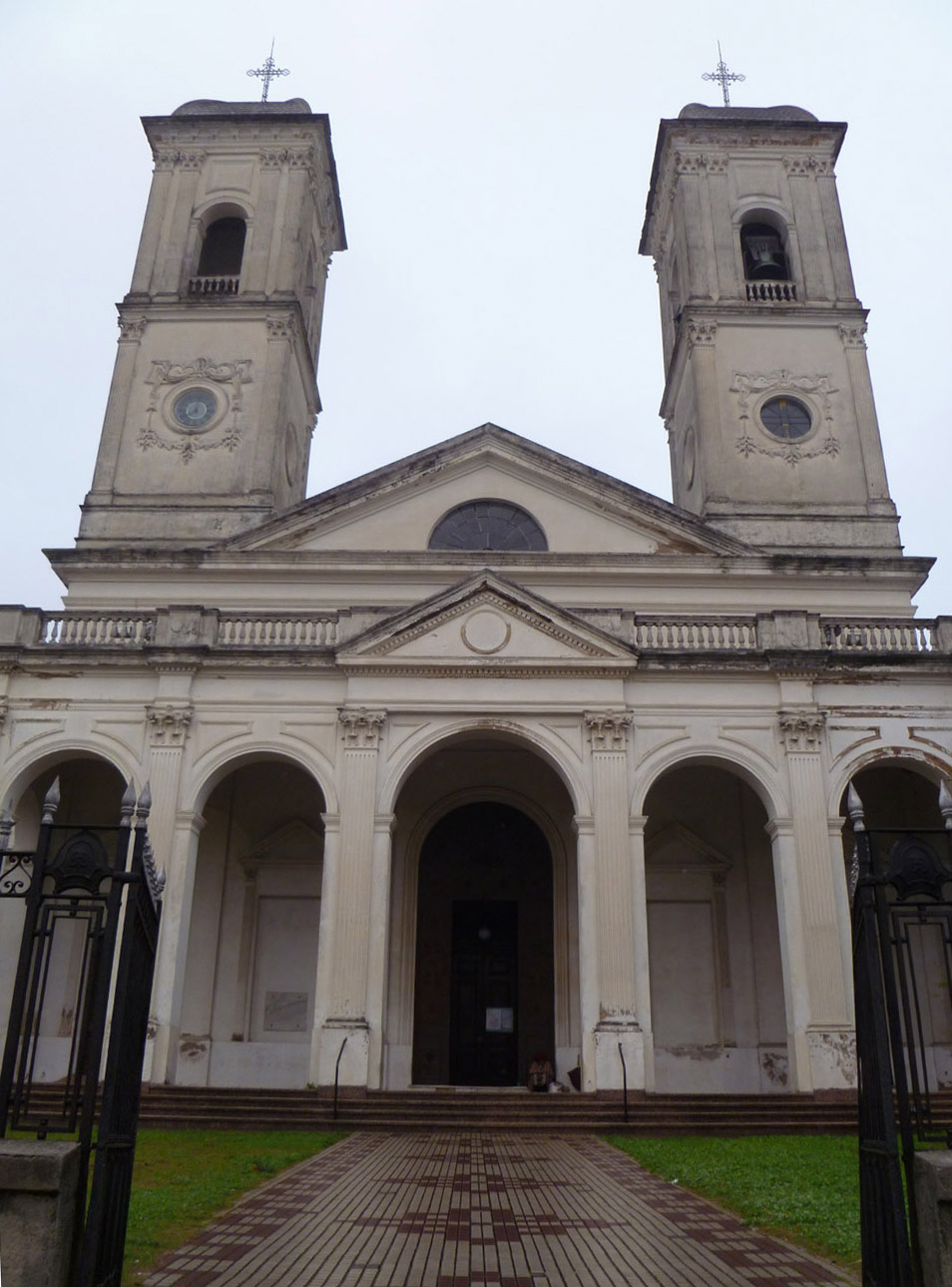
Concatedral de la Inmaculada Concepción, en Minas

La diócesis tiene 25 360 km² y extiende su jurisdicción sobre los fieles católicos de rito latino residentes en los departamentos de Maldonado, Rocha y Lavalleja.
La sede de la diócesis se encuentra en la ciudad de Maldonado, en donde se halla la Catedral de San Fernando. En Minas se encuentra la Concatedral de la Inmaculada Concepción.
En 2023 en la diócesis existían 25 parroquias. 
Antes de la unión las diócesis:
- la diócesis de Minas tenía 17 776 km² y 10 parroquias. Comprendía el departamento de Lavalleja, el municipio de Lascano en el departamento de Rocha y el municipio de Aiguá en el departamento de Maldonado;
- la diócesis de Maldonado-Punta del Este tenía 7584 km² y 15 parroquias. Comprendía el departamento de Maldonado (excepto el municipio de Aiguá) y el departamento de Rocha (excepto el municipio de Lascano).

## Historia

### Diócesis de Minas
La diócesis de Minas fue erigida el 25 de junio de 1960 con la bula Cum venerabilis del papa Juan XXIII, obteniendo el territorio de la diócesis de Melo.

### Diócesis de Maldonado-Punta del Este
El 10 de enero de 1966, mediante la bula Novas constituere del papa Pablo VI, se erigió la diócesis de Maldonado-Punta del Este, obteniendo el territorio de la diócesis de Minas.

### Diócesis de Maldonado-Punta del Este-Minas
El 2 de marzo de 2020, con la bula Ecclesiae proficiat, el papa Francisco ordenó la unión de las diócesis de Maldonado-Punta del Este y de Minas, y al mismo tiempo la nueva circunscripción tomó el nombre de diócesis de Maldonado-Punta del Este-Minas.

## Estadísticas
Según el Anuario Pontificio 2024 la diócesis tenía a fines de 2023 un total de 167 550 fieles bautizados.
| Año                                                                             | Población            | Población | Población      | Sacerdotes | Sacerdotes    | Sacerdotes    | Bautizados por sacerdote | Diáconos permanentes | Religiosos | Religiosos | Parroquias |
| Año                                                                             | Bautizados católicos | Total     | % de católicos | Total      | Clero secular | Clero regular | Bautizados por sacerdote | Diáconos permanentes | Varones    | Mujeres    | Parroquias |
| ------------------------------------------------------------------------------- | -------------------- | --------- | -------------- | ---------- | ------------- | ------------- | ------------------------ | -------------------- | ---------- | ---------- | ---------- |
| Diócesis de Maldonado-Punta del Este                                            |                      |           |                |            |               |               |                          |                      |            |            |            |
| 1966                                                                            | ?                    | 150 000   | ?              | 16         | 10            | 6             | ?                        |                      |            |            | 12         |
| 1970                                                                            | ?                    | 100 000   | ?              | 15         | 8             | 7             | ?                        |                      | 11         | 70         | 11         |
| 1976                                                                            | 99 110               | 110 000   | 90.1           | 16         | 6             | 10            | 6194                     |                      | 16         | 60         | 11         |
| 1980                                                                            | 107 800              | 113 900   | 94.6           | 18         | 8             | 10            | 5988                     |                      | 14         | 55         | 11         |
| 1990                                                                            | 158 000              | 179 000   | 88.3           | 19         | 9             | 10            | 8315                     | 1                    | 13         | 40         | 14         |
| 1999                                                                            | 153 000              | 168 000   | 91.1           | 19         | 12            | 7             | 8052                     | 3                    | 8          | 26         | 15         |
| 2000                                                                            | 155 000              | 175 000   | 88.6           | 17         | 12            | 5             | 9117                     | 3                    | 6          | 33         | 15         |
| 2001                                                                            | 175 000              | 185 000   | 94.6           | 15         | 11            | 4             | 11 666                   | 3                    | 5          | 33         | 15         |
| 2002                                                                            | 177 000              | 190 000   | 93.2           | 16         | 11            | 5             | 11 062                   | 3                    | 8          | 29         | 15         |
| 2003                                                                            | 165 000              | 185 000   | 89.2           | 15         | 10            | 5             | 11 000                   | 3                    | 8          | 30         | 15         |
| 2004                                                                            | 160 000              | 180 000   | 88.9           | 14         | 9             | 5             | 11 428                   | 12                   | 10         | 25         | 15         |
| 2013                                                                            | 154 500              | 191 000   | 80.9           | 19         | 10            | 9             | 8131                     | 11                   | 13         | 25         | 15         |
| 2016                                                                            | 155 000              | 243 022   | 63.8           | 19         | 8             | 11            | 8157                     | 11                   | 15         | 26         | 15         |
| 2019                                                                            | 160 760              | 251 995   | 63.8           | 17         | 8             | 9             | 9456                     | 13                   | 12         | 12         | 15         |
| Diócesis de Maldonado-Punta del Este-Minas                                      |                      |           |                |            |               |               |                          |                      |            |            |            |
| 2020                                                                            | 207 888              | 312 919   | 66.4           | 28         | 19            | 9             | 7425                     | 15                   | 12         | 15         | 25         |
| 2021                                                                            | 166 533              | 297 381   | 56.0           | 26         | 17            | 9             | 6405                     | 11                   | 11         | 13         | 25         |
| 2023                                                                            | 167 550              | 298 980   | 56.0           | 29         | 19            | 10            | 5777                     | 11                   | 18         | 9          | 25         |
| Fuente: Catholic-Hierarchy, que a su vez toma los datos del Anuario Pontificio. |                      |           |                |            |               |               |                          |                      |            |            |            |

## Episcopologio

### Obispos de Maldonado-Punta del Este
- Antonio Corso † (26 de febrero de 1966-25 de marzo de 1985 falleció)
- Rodolfo Pedro Wirz Kraemer (9 de noviembre de 1985-15 de junio de 2018 retirado)
- Milton Luis Tróccoli Cebedio (15 de junio de 2018-2 de marzo de 2020 nombrado obispo de Maldonado-Punta del Este-Minas)

### Obispos de Maldonado-Punta del Este-Minas
- Milton Luis Tróccoli Cebedio, desde el 2 de marzo de 2020